# Walter Kreck
Walter Kreck (* 7. Juni 1908 in Weidelbach in Hessen; † 15. November 2002 in Bonn) war ein deutscher reformierter Theologe, führender Mitarbeiter in der Bekennenden Kirche und Professor für Systematische Theologie und Praktische Theologie in Bonn.

## Leben
Kreck studierte an den Universitäten Bonn, Tübingen und Marburg Theologie und beendete dieses Studium erfolgreich mit einer Promotion. In seiner Dissertation behandelte er den in der ersten Hälfte des 19. Jahrhunderts in Elberfeld wirkenden reformierten Theologen Hermann Friedrich Kohlbrügge (1803–1875). Als Student von Karl Barth wurde er von dessen Kirchlicher Dogmatik beeinflusst und lehnte sowohl eine obrigkeitsgläubige als auch die Natürliche Theologie zeitlebens ab.
Nach dem Studium war er 1933 bis 1934 Vikar in Herborn. Zwischen 1935 und 1940 war Kreck Pfarrer der französisch-reformierten Gemeinde in Frankfurt am Main. Er wirkte in der Bekennenden Kirche mit, deren dortiges Predigerseminar er gemeinsam mit dem lutherischen Theologen Karl Gerhard Steck leitete. Im Landesbruderrat und der Bekenntnissynode setzte er sich gegen Tendenzen einer freikirchlichen Neugründung für den Widerstand ohne Aufgabe der kirchlichen Strukturen ein. Er wurde durch die Geheime Staatspolizei aus dem Gebiet der damaligen Evangelischen Landeskirche Nassau-Hessen ausgewiesen, hatte ein Reichsredeverbot und wurde durch ein Amtsgericht verurteilt. Nach einem Jahr ohne Amt war er in der westfälischen Kirche Pfarrer in Oberfischbach im Kreis Siegen, bevor er zum Militärdienst eingezogen wurde.
Nach Rückkehr aus amerikanischer Kriegsgefangenschaft 1946 war Kreck Pfarrer in Herborn, er führte Freizeiten für heimkehrende Pfarrer durch und unterrichtete am dortigen Predigerseminar. Als Mitglied des Verfassungsausschusses der neuen Evangelischen Kirche in Hessen und Nassau seit 1947 und Synodaler wurde er 1948 Direktor dieses Predigerseminars und hatte zugleich einen Lehrauftrag für Systematische Theologie in der philosophischen Fakultät der Universität Frankfurt. 1952 wurde er „ordentlicher Professor für Systematische Theologie und Praktische Theologie“ an der Universität Bonn. Seine theologische Arbeit als Schüler Karl Barths stand immer in Auseinandersetzung, notfalls Kritik zum Verkündigungsdienst und zum Wirken von Synoden und verfassten Kirchen. Auch in der Zeit seiner Lehrtätigkeit behaftete er sie bei ihrem Bekenntnis und ihrer Verantwortung, statt sie aufzugeben oder zu verwässern. Ab 1947 war er Mitherausgeber der neu erscheinenden Zeitschrift Evangelische Theologie, wo er auch Beiträge zur Reformierten Theologie beisteuerte, die gerade bei jungen Theologen Beachtung fanden.
Kreck wirkte an der insbesondere die Abendmahlslehre behandelnden Arnoldshainer Erklärung zwischen Lutheranern, Reformierten und Unierten mit sowie im Theologischen Ausschuss der Evangelischen Kirche der Union, ebenso bereits in den 1950er Jahren am Widerstand gegen die Atombewaffnung der Bundesrepublik Deutschland. Seine Tätigkeit geschah wieder in enger Zusammenarbeit mit einem lutherischen Theologen, dem 1960 verstorbenen Hans Joachim Iwand. Über seinen Ruhestand 1973 hinaus lehrte Walter Kreck engagiert mit hohen Zahlen von Studierenden und verband die Diskussion der klassischen dogmatischen Fragen mit mitreißender Predigt und gesellschaftskritischem Engagement unter Aufnahme von Anstößen der Ökumene. In der Fortsetzung der Gedanken der Bekennenden Kirche auch mit entsprechend Orientierten in der von ihm oft besuchten Deutschen Demokratischen Republik wie Walter Feurich setzte er sich mit dem Marxismus auseinander.
Walter Kreck war aktiv in der Ostermarschbewegung, der Friedensbewegung, in der Anti-Atomkraft-Bewegung, bei Attac und in der Christlichen Friedenskonferenz; besonders setzte er sich für den Dialog zwischen Christen und Kommunisten ein.
Er ist der Vater des Mathematikers Matthias Kreck.
Klaus Wengst widmete ihm seine Studie über das Johannesevangelium Bedrängte Gemeinde und verherrlichter Christus (1981).

## Werke (Auswahl)
als Autor
- Die Lehre von der Heiligung bei Hermann Friedrich Kohlbrügge. Kaiser-Verlag, München 1936.
- Der Sieg Jesu Christi. 9 Predigten. Kaiser-Verlag, München 1940.
- Die Predigt von der Gnadenwahl. Karl Barth zum 10. Mai 1951. Kaiser-Verlag, München 1951 (zusammen mit Otto Weber und Ernst Wolf).
- Die Verkündigung des Evangeliums und die politische Existenz. Kaiser-Verlag, München 1954 (zusammen mit Hans Joachim Iwand und Karl Gerhard Steck).
- Gottes Erwählung und unsere Entscheidung. Jugenddienst-Verlag, Wuppertal-Barmen 1957.
- Die Zukunft des Gekommenen, Grundprobleme der Eschatologie. Kaiser-Verlag, München 1961.
- Die Freiheit des Christen in der heutigen Welt. Presseverb. d. Ev. Kirche im Rheinland, Düsseldorf 1964.
- Die Wirklichkeit des Wortes Gottes. Kaiser-Verlag, München 1966.
- Grundfragen der Dogmatik. 1970.
- Tradition und Verantwortung. Gesammelte Aufsätze. Neukirchener Verlag, Neukirchen-Vluyn 1974.
- ... daß ich ein Feuer anzünde auf Erden. Neukirchener Verlag, Neukirchen-Vluyn 1975.
- Grundfragen christlicher Ethik. 1975.
- Grundentscheidungen in Karl Barths Dogmatik. Zur Diskussion seines Verständnisses von Offenbarung und Erwählung. Neukirchener Studienbücher 11. Neukirchener Verlag, Neukirchen 1978.
- Kirche in der Krise der bürgerlichen Welt. Kaiser-Verlag, München 1980.
- Grundfragen der Ekklesiologie. Kaiser-Verlag, München 1981.
- Friedliche Koexistenz statt Konfrontation. Was können Christen und Kirchen dazu beitragen? Vorträge und Aufsätze aus den achtziger Jahren. Pahl-Rugenstein Verlag, Köln 1988.
- Sie haben das Recht zur Revolution bejaht. Christen in der DDR, Ein Beitrag zu 50 Jahre „Darmstädter Wort“. Weißenseer Blätter, Heft 03/1997.

als Herausgeber
- Evangelische Theologie.
- Göttinger Predigtmeditationen.
- Beiträge zur Geschichte und Lehre der Reformierten Kirche.
- Neue Stimme. Pahl-Rugenstein, Köln.
- Blätter für deutsche und internationale Politik.